# Washington Heights (Manhattan)
Washington Heights é um bairro localizado na parte norte do borough de Manhattan, em Nova York. A área, com mais de 150.000 habitantes a partir de 2010, recebeu o nome de Fort Washington, por causa de uma fortificação construída no ponto mais alto da ilha de Manhattan pelas tropas do Exército Continental durante a Guerra Revolucionária Americana, para defender a área das forças britânicas.
Washington Heights faz fronteira com o Harlem ao sul, ao longo da 155th Street, Inwood ao norte pela Dyckman Street ou Avenida Hillside, o Rio Hudson a oeste, e o Rio Harlem e Coogan's Bluff a leste.

## História

### História antiga
No século XVIII, apenas a parte sul da ilha foi colonizada por europeus, deixando o restante de Manhattan praticamente intocado. Entre as muitas extensões intocadas de terra estava o ponto mais alto da ilha, que oferecia uma visão inigualável do que se tornaria a área metropolitana de Nova York.
Quando a Guerra Revolucionária chegou a Nova York, os britânicos tinham a vantagem. O general George Washington e as tropas de seu Exército Continental acamparam no ponto mais alto do terreno, chamando-o de Fort Washington, para monitorar os avanços regulares do oponente. O Exército Continental recuou de sua localização após sua derrota em 16 de novembro de 1776, na Batalha de Forte Washington. Os britânicos tomaram a posição e a chamaram de Fort Knyphausen em homenagem a Wilhelm von Knyphausen, o líder dos hessianos, que havia assumido um papel importante na vitória britânica. O Fort Washington foi estabelecido como uma posição ofensiva para impedir que embarcações britânicas navegassem para o norte no rio Hudson. O Fort Lee, do outro lado do rio, era seu gêmeo, construído para auxiliar na defesa do vale do Hudson. O progresso da batalha é marcado por uma série de placas de bronze ao longo da Broadway.
Não muito longe do forte fica a Blue Bell Tavern, localizada em um cruzamento da Kingsbridge Road, onde a Broadway e a West 181st Street se cruzam hoje, no canto sudeste da moderna Hudson Heights. Em 9 de julho de 1776, quando o Congresso Provincial de Nova York concordou com a Declaração de Independência, "uma multidão barulhenta de soldados e civis ('sem pessoas decentes' estavam presentes, disse uma testemunha mais tarde) ... Bowling Green, onde eles derrubaram a estátua de George III erguida em 1770. A cabeça foi colocada em um pico na Blue Bell Tavern ... "
A taverna foi usada mais tarde por Washington e sua equipe quando os britânicos evacuaram Nova York, em frente a ela enquanto observavam as tropas americanas marchando para o sul para retomar Nova York.
Em 1856, a primeira casa registrada foi construída no local de Fort Washington. A residência de Moorewood estava lá até a década de 1880. A propriedade foi comprada por Richard Carman e vendida a James Gordon Bennett Sr. para uma propriedade de verão em 1871. Os descendentes de Bennett mais tarde deram a terra para a cidade para construir um parque em homenagem ao acampamento da Guerra Revolucionária. Bennett Park é uma parte dessa terra. Lucius Chittenden, um comerciante de Nova Orleans, construiu uma casa em terras que comprou em 1846 a oeste do que hoje é o Cabrini Boulevard' e a West 187th Street. A série de cumes com vista para o Hudson foram locais de moradias no século 19, incluindo a extensa propriedade de John James Audubon.

### Início e meio do século XX
Na virada do século XX, a floresta começou a ser cortada para dar lugar a casas. Os penhascos que hoje são o Fort Tryon Park abrigavam a mansão de Cornelius Kingsley Garrison Billings, um presidente aposentado da Chicago Coke and Gas Company. Ele comprou 25 acres (100.000 m2) e construiu o Tryon Hall, uma casa em estilo Luís XIV projetada por Gus Lowell. Tinha uma entrada de galerias do Henry Hudson Parkway, que tinha 15 m de altura e era feito de granito do Maine. Em 1917, Billings vendeu o terreno para John D. Rockefeller, Jr. por US$ 35.000 por acre. Tryon Hall foi destruído pelo fogo em 1925. A propriedade foi a base para o livro "The Dragon Murder Case" de S. S. Van Dine, em que o detetive Philo Vance teve que resolver um assassinato em razão da propriedade, onde um dragão deveria ter vivido.
No início dos anos 1900, os imigrantes irlandeses mudaram-se para Washington Heights. Os judeus europeus foram a Washington Heights para escapar do nazismo durante as décadas de 1930 e 1940. Os gregos começaram a se mudar para Washington Heights na década de 1920, e a comunidade foi chamada de "Astoria of Manhattan" nas décadas de 1950 e 1960. Os imigrantes dominicanos começaram a chegar pouco depois e, nos anos 80, Washington Heights foi o epicentro da diáspora dominicana nos Estados Unidos.

#### Frankfurt-on-the-Hudson
Nos anos após a Segunda Guerra Mundial, o bairro foi chamado de Frankfurt-on-the-Hudson devido à densa população de judeus alemães que se estabeleceram ali. Um número desproporcionalmente grande de alemães que se instalaram lá vieram de Frankfurt-am-Main, possivelmente dando origem ao novo nome. Nenhum outro bairro da cidade abrigava tantos judeus alemães, que haviam criado seu próprio mundo central alemão na década de 1930.

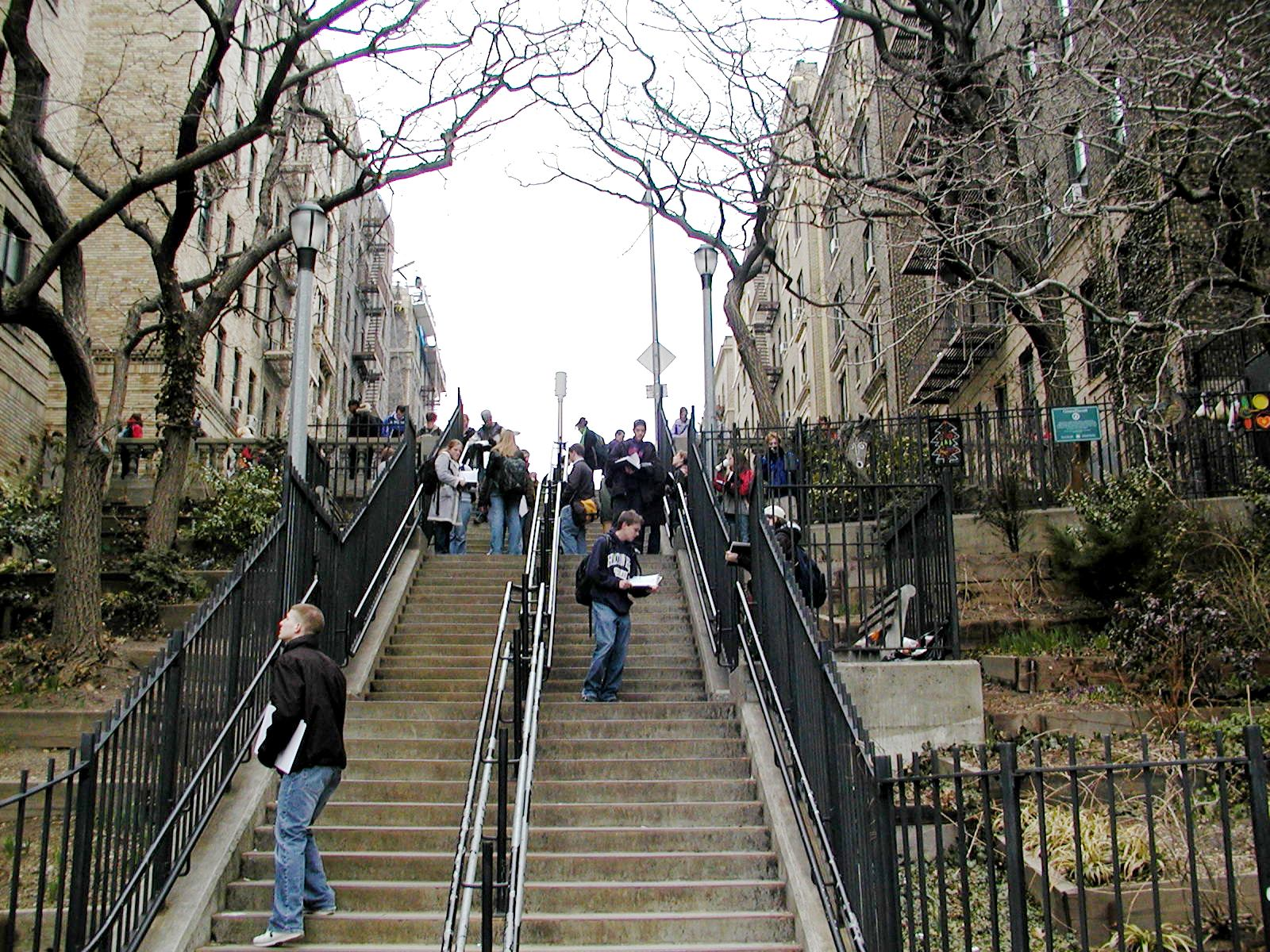
Escadas que vão do final da Avenida Pinehurst até a W 181st Street

Em 1934, membros do Clube Judaico-Alemão de Nova York começaram o Aufbau, uma newsletter para seus membros que se transformaram em um jornal. Seus escritórios ficavam perto da Broadway. O jornal ficou conhecido como "uma voz intelectual proeminente e um fórum principal para os judeus germânicos nos Estados Unidos", de acordo com a embaixada alemã em Washington, DC "Ele contou com o trabalho de grandes escritores e intelectuais proeminentes como Thomas Mann, Albert Einstein, Stefan Zweig, e Hannah Arendt. Foi um dos únicos jornais para informar sobre as atrocidades do Holocausto durante a Segunda Guerra Mundial.
Em 1941, publicou o Aufbau Almanac, um guia para viver nos Estados Unidos que explicava o sistema político americano, a educação, a lei de seguros, os correios e os esportes. Após a guerra, Aufbau ajudou as famílias que haviam sido dispersadas pelas batalhas europeias a se reconectar, listando os nomes dos sobreviventes. Os escritórios de Aufbau acabaram se mudando para o Upper West Side. O jornal quase foi à falência em 2006, mas foi comprado pela Jewish Media AG e existe hoje como uma revista de notícias mensal. Seus escritórios editoriais estão agora em Berlim, mas mantém um correspondente na cidade de Nova York.
Quando os filhos dos imigrantes judeus na área de Hudson Heights cresceram, eles tendiam a deixar o bairro e, às vezes, a própria cidade. Em 1960, os judeus alemães representavam apenas 16% da população em Frankfurt-on-the-Hudson. A vizinhança tornou-se menos abertamente judaica na década de 1970, quando os imigrantes soviéticos se mudaram para lá. Após a imigração soviética, as famílias do Caribe, especialmente de Porto Rico e da República Dominicana, fizeram dela a sua casa. Tantos dominicanos vivem em Washington Heights que os candidatos à presidência da República Dominicana fazem campanha em desfiles no bairro. Os afro-americanos começaram a se mudar para lá nos anos 80, seguidos em breve por outros grupos. assim Frankfurt-on-the-Hudson já não descrevia mais o bairro quando essa época chegou.

### Final do século XX e início do século XXI

#### Epidemia do crime dos anos 80

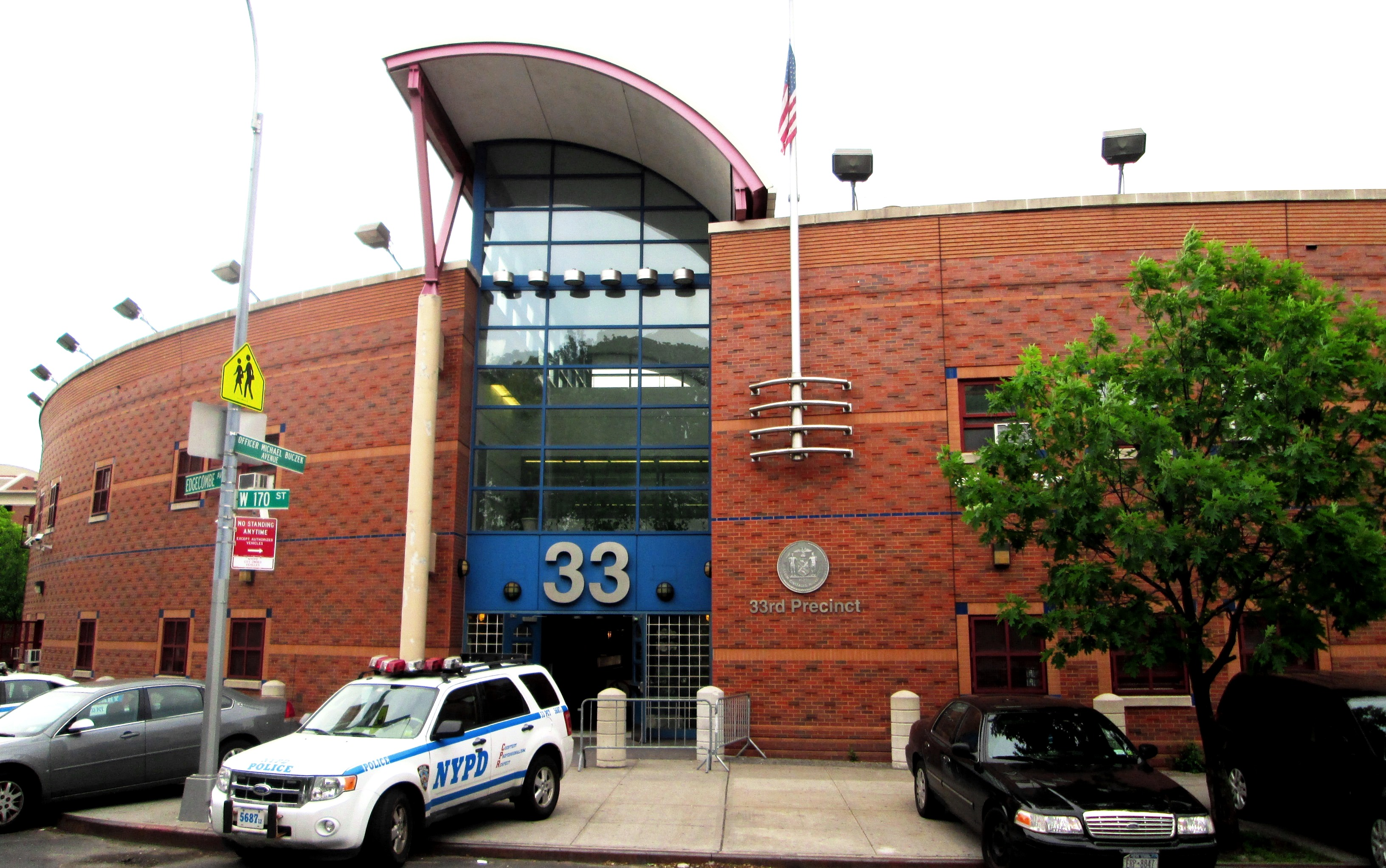
Fachada do 33° Distrito Policial localizado em Washington Heights

Em 2011, o Washington Heights tinha uma das taxas de criminalidade mais baixas relatadas nos bairros de Manhattan, mas essa realidade foi muito diferente nos anos anteriores.
Na década de 1980, as colinas foram gravemente afetadas pela epidemia de crack, assim como o resto da cidade de Nova York. Isso se deveu, em parte, à gangue de crack do bairro, conhecida como Wild Cowboys ou Red Top Gang, que estava associada a Santiago Luis Polanco Rodríguez. Os Wild Cowboys foram responsáveis pelo maior número de crimes, especialmente assassinatos, durante o final dos anos 80 e início dos anos 90. Robert Jackall escreveu um livro, Wild Cowboys: Urban Marauders and Forces of Order, descrevendo os eventos que ocorreram durante esse período de ilegalidade. A falta de moradia era grande. Washington Heights tornou-se o segundo maior centro de distribuição de drogas no nordeste dos Estados Unidos durante esse período (perdendo apenas para o Harlem). Em 1989, o The New York Times chamou a vizinhança de "a capital do crack da América".
Em 18 de outubro de 1988, o policial Michael J. Buczek, de 24 anos, foi assassinado por traficantes em Washington Heights. Os assassinos fugiram para a República Dominicana, onde um deles - Daniel Mirambeaux, supostamente atirador - morreu sob custódia policial em junho de 1989, após ter mergulhado em circunstâncias misteriosas, e um segundo foi detido pelos marechais dos Estados Unidos em 2000. Um suspeito foi detido na República Dominicana em maio de 2002, após o qual Pablo Almonte, 51 anos, e Jose Fernandez, 52, receberam sentenças de 25 anos de prisão, no máximo, por seus papéis no assassinato do policial Buczek. Nos anos seguintes, a família Buczek fundou a Fundação Policial Michael J. Buczek. Há uma rua, uma escola primária e um pequeno campo de beisebol em homenagem ao oficial Buczek.

#### Renovação urbana e menores taxas de criminalidade
Como o comércio de crack diminuiu, o crime caiu nos anos subsequentes. A prisão de policiais envolvidos em tráfico de drogas mudou drasticamente o bairro. As pessoas também estavam sendo detidas por crimes de qualidade de vida. Isso removeu muitos comerciantes de rua visíveis e de baixo nível, mas os grandes distribuidores mudaram a maneira como operavam. Enquanto os grandes negociantes mantinham seus negócios funcionando, os serviços de entrega de drogas se tornaram exceção à regra. Uma nova delegacia de polícia também foi adicionada ao bairro. Hoje, sua taxa de criminalidade, juntamente com a do vizinho Harlem, é muito menor.
Mesmo que as queixas de crimes tenham caído 5,9% em 2007 em relação a 2001 (caíram 65,5% em relação a 1993), houve cinco homicídios em Washington Heights (abaixo da W 178th Street) em 2007. Na parte superior de Washington Heights, onde o 34º Distrito inclui Fort George, Hudson Heights e, assim como o bairro separado de Inwood, houve apenas um assassinato em 2007; do mesmo modo, acima da W 179th Street, as queixas de crimes caíram 21,1% em 2007 em relação a 2001 (e caíram 83,2% em relação a 1993). Isso coloca Washington Heights em pé de igualdade com o Harlem, onde a 30ª Delegacia também registrou cinco assassinatos em 2007. Em comparação, a 13ª Delegacia (Flatiron District, Stuyvesant Town e Union Square) registrou três assassinatos em 2007. e o 20º Distrito (Upper West Side) não registrou nenhum.
Nos anos 2000, após décadas de próspera atividade narcótica, uma mudança populacional começou. A demografia do bairro também começou a mudar à medida que muitos dominicanos começaram a se mudar para outras partes do Nordeste em busca de moradias mais baratas, enquanto seu êxodo começou a abrir espaço para outras comunidades hispânicas, como equatorianos e mexicanos, e bolsistas de profissionais brancos urbanos.
Em 2011, Washington Heights foi o quarto bairro mais seguro de Manhattan, de acordo com uma análise dos registros policiais. Seu "Relatório de Crime e Segurança", que classifica todos os bairros nos cinco distritos, descobriu que a queda do crime na parte alta de Manhattan levou o bairro quase ao topo; Inwood ficou em terceiro, enquanto o Greenwich Village ficou em 68º lugar. O New York Post listou uma parte do bairro - o bloco de Frederick Douglass Boulevard entre a W 155th Street e o Harlem River Drive - como um dos "blocos mais perigosos da cidade" porque as estatísticas de crimes policiais para 2015 mostraram que 18 assaltos ocorreram por lá, mais do que para qualquer outro quarteirão da cidade.

## Geografia
Washington Heights fica no cume mais alto de Manhattan que sobe abruptamente ao norte do estreito vale que leva a 133rd Street até a antiga barca que desembarcava no rio Hudson, e que servia a vila de Manhattanville. Embora a vizinhança tenha sido considerada uma vez até a 133rd Street no sul, o uso moderno define o bairro como indo do norte de Hamilton Heights até Inwood.
As encostas arborizadas de Washington Heights, vistas de uma enseada de areia no Hudson, como eram por volta de 1845, são ilustradas em uma tela do filho de John James Audubon, Victor Clifford Audubon, conservada pelo Museu da Cidade de Nova York.

### Localização do ponto mais alto de Manhattan
Quinze quarteirões do extremo norte de Washington Heights, no bairro de Hudson Heights, perto da Avenida Pinehurst e W 183rd Street, em Bennett Park, tem uma placa que marca a mais alta elevação natural de Manhattan, 81 m acima do nível do mar, onde ficava o local exato de Fort Washington, o campo da Guerra Revolucionária do General George Washington e suas tropas, de quem Washington Heights leva seu nome.

### Sub-Bairros

#### Hudson Heights
Considera-se geralmente que Hudson Heights se estende para o leste até a Broadway, embora outras fontes o reduzam aos blocos entre a avenida do Fort Washington e o rio Hudson. O nome parece ter aderido nos anos 90, quando os corretores e os ativistas imobiliários da vizinhança começaram a usá-lo.
Os ativistas de bairro formaram um grupo no final de 1992 para ajudar a promover o bairro e depois de considerar vários nomes, estabeleceram-se naquele que se tornou parte do nome da organização: Hudson Heights Owners Coalition. De acordo com um dos fundadores do grupo, os corretores não começaram a usar o nome até que o grupo fosse formado. Elizabeth Ritter, presidente do grupo de proprietários, disse que eles "não se propuseram a mudar o nome do bairro, mas [eles] foram cuidadosos em como [eles] selecionavam o nome da organização". "Hudson Heights" na verdade começou a ser usado como um nome para uma seção do bairro um ano depois.
O novo nome substituiu a referência desatualizada à herança alemã, que alguns criticaram, embora a população de língua alemã seja insignificante na melhor das hipóteses. Embora muitos falantes de russo ainda vivam lá, os falantes de espanhol superam em muito os russos, e o inglês continua sendo a língua franca.
O nome Hudson Heights foi adotado por entidades tão variadas na área como organizações de artes e negócios. Jornais como The Wall Street Journal, o The New York Times até o The Village Voice usam o nome em referência ao bairro, assim como o The New York Sun, e a revista Gourmet. A revista Money em seu artigo de novembro de 2007, nomeou Hudson Heights como o melhor bairro para se aposentar em Nova York.

#### Fort George
Historicamente, o Fort George vai da Broadway ao leste até o rio Harlem e da W 181st Street ao norte até a Dyckman Street. A maior instituição de Fort George é a Universidade Yeshiva, cujo campus principal fica a leste da avenida Amsterdam, em Highbridge Park. Uma ramificação da Associação Hebraica de Homens Jovens e Mulheres está na vizinhança, e a George Washington High School fica no local do original do Fort George. A Igreja Presbiteriana de Fort George fica na avenida São Nicolau. Uma das raras ruas semi privadas de Manhattan também está lá. O Washington Terrace corre ao sul da W 186th Street por meio quarteirão entre as avenidas Audubon e Amsterdam. As casas unifamiliares foram construídas para famílias de classe média, mas algumas estão desocupadas há anos.

### Pontos de interesse

#### Lugares notáveis
Columbia-Presbyterian, o primeiro centro médico acadêmico dos Estados Unidos foi inaugurado em 1928. Agora é conhecido como New York-Presbyterian/Columbia University Irving Medical Center e Columbia University College of Physicians and Surgeons, a escola de medicina da Universidade Columbia, que fica na área da 168th Street com a Broadway, ocupando o antigo local de Hilltop Park, que por sua vez era a casa do New York Highlanders - agora conhecido como o New York Yankees - de 1903 a 1912. Do outro lado da rua está a New Balance Track e Field Center, uma pista coberta e lar do National Track & Field Hall of Fame.
O mais conhecido local cultural e atração turística em Washington Heights é o The Cloisters em Fort Tryon Park, no extremo norte do bairro, com vista para o rio Hudson. Este ramo do Metropolitan Museum of Art é dedicado à arte e cultura medieval, e está localizado em um edifício de estilo medieval, cujas partes foram compradas na Europa por John D. Rockefeller, Jr. em 1925, abrindo para o público em 1938.
O Audubon Terrace, um aglomerado de cinco edifícios institucionais em Beaux-Arts, abriga outro grande museu, embora pouco visitado, o The Hispanic Society of America. A Sociedade tem a maior coleção de obras de El Greco e Goya fora do Museu do Prado. Em setembro de 2007, iniciou-se uma colaboração de três anos com a Dia Art Foundation. O campus na Broadway também abriga a Academia Americana de Artes e Letras, que promove exposições públicas semestrais e mensais.
A casa remanescente mais antiga de Manhattan, a Mansão Morris–Jumel, está localizada no histórico bairro Jumel Terrace, entre a W 160th e a W 162nd Street, a leste da avenida St. Nicholas. Uma mansão histórica credenciada pela AAM, que interpreta a era colonial, o período em que o General George Washington a ocupou durante a Guerra Revolucionária Americana e o início do século 19 em Nova York.
O Paul Robeson Home, localizado na avenida Edgecombe, 555, na esquina com a 160th Street, é um edifício histórico nacional. O edifício é conhecido por seus famosos residentes afro-americanos, incluindo o ator Paul Robeson, o músico Count Basie e o boxeador Joe Louis. Outros notáveis moradores de Washington Heights incluem Althea Gibson, a primeira campeã afro-americana de Wimbledon e Leslie Uggams, que era regular no Sing Along with Mitch Show. Outros músicos que residiram na área por períodos significativos foram os bateristas de jazz Tony Williams e Alphonse Muzon e o guitarrista vencedor do Grammy, Marlon Graves.
Em 21 de fevereiro de 1965, Malcolm X foi assassinado durante um discurso no Audubon Ballroom, na Broadway. O interior do prédio foi demolido, mas a fachada da Broadway permanece, incorporada em um dos edifícios do Columbia's Audubon Center. É agora a casa do Malcolm X e Dr. Betty Shabazz Memorial e Centro Educacional. Várias lojas, restaurantes e uma livraria ocupam o primeiro andar.
Na margem do Hudson, em Fort Washington Park [11] está localizado o Farol de Jeffrey's Hook, popularmente chamado de Little Red Lighthouse, que é um pequeno farol localizado na ponta de Jeffrey's Hook na base do píer leste da Ponte George Washington e que ficou famoso por um livro infantil de 1942. É o local de um festival homônimo no final do verão. Um mergulho recreativo de 9,41 km termina lá no início do outono. É também um lugar popular para avistar falcões peregrinos.

## Demografia
Segundo o censo nacional de 2020, a sua população é de 143 879 habitantes e houve um decréscimo populacional na última década de -5,1%. Residentes abaixo de 18 anos de idade representam 15,3%. Foi apurado que 64,1% são hispânicos ou latinos (de qualquer raça), 21,7% são brancos não hispânicos, 7,5% são negros/afro-americanos não hispânicos, 3,5% são asiáticos não hispânicos, 0,9% são de alguma outra raça não hispânica e 2,3% são não hispânicos de duas ou mais raças.
Possui 59 007 residências, um aumento de 2,6% em relação ao censo anterior, onde deste total, 0,9% das unidades habitacionais estão desocupadas. A média de ocupação é de 2,6 pessoas por residência.

## Transporte

### Pontes
Washington Heights está conectada a Fort Lee, Nova Jersey, do outro lado do Rio Hudson, através da Ponte George Washington, projetada por Othmar Ammann, que é a ponte de veículos motorizados mais movimentada do mundo. O Terminal Rodoviário George Washington Bridge, projetado por Pier Luigi Nervi, está localizado no lado de Manhattan da ponte, na Avenida Fort Washington. Construído em 1963, o terminal tem enormes dutos de ventilação que parecem borboletas de concreto à distância. O busto de Nervi fica no saguão do terminal.
A Trans-Manhattan Expressway, que é uma parte da Interstate 95, prossegue por 1,3 km da Ponte George Washington até uma trincheira entre as ruas 178 e 179. A leste, a rodovia leva à Ponte Alexander Hamilton. A ponte de Washington atravessa o rio Harlem, ao norte da ponte Alexander Hamilton. Ponte Hight é a mais antiga ponte de Nova York ainda em existência, atravessando o rio ao sul da ponte Alexander Hamilton na 175th Street em Manhattan. Concluída em 1848, originalmente transportava o Aqueduto de Croton como parte do sistema de água da cidade de Nova York e mais tarde funcionava como uma ponte para pedestres que havia sido fechada ao público desde a década de 1970; No final da década de 1920, vários pilares de pedra foram substituídos por um arco de aço que atravessou o rio para permitir que os navios navegassem mais facilmente sob a ponte. Em junho de 2015, a Ponte Hight reabriu como uma ponte para pedestres e bicicletas.

### Escadas e elevadores
Por causa de sua topografia abrupta e montanhosa, a deslocação dos pedestres, particularmente em Upper Manhattan e no West Bronx, é facilitada por muitas ruas em degraus. O mais longo destes em Washington Heights, com aproximadamente 130 degraus e com um ganho de elevação de quase 20 metros, conecta a Avenida Fort Washington e o Overlook Terrace com a 187th Street.
Os pedestres podem usar os elevadores na estação de metrô da 181st Street, com entradas no Overlook Terrace e na Avenida Fort Washington, na 184th Street e, da mesma forma, na 190th Street, para fazer a grande mudança de elevação. Somente a conexão para pedestres da 184th Street é acessível para deficientes físicos. Quando originalmente construída, o controle de tarifa para essas duas estações antes do acesso aos dos elevadores, o que significava que eles só podiam ser usados pagando uma tarifa de metrô, mas ambos tiveram o controle da tarifa movido para o mezanino em 1957, deixando assim os elevadores gratuitos para uso dos moradores do bairro, facilitando a conexão de pedestres entre a Hudson Heights e o resto de Washington Heights. Há também um túnel para pedestres e uma conexão gratuita para o elevador na 191ª estação de IRT.

### Metrô
Washington Heights é bem servido pelo metrô de Nova York. Na Linha da Oitava Avenida, o serviço está disponível nas ruas 155 e 163 - Estação Amsterdam Avenue (trens A e C), na estação da rua 168 (trens 1, A e C), e nas ruas 175 , 181 e 190 (trem 1). Ao longo da Linha Broadway - Sétima Avenida, o trem 1 trem para nas ruas 157, 168, 181 e 191.
A estação da rua 190 contém a única entrada do metrô em estilo gótico, embora, quando originalmente construída, era um prédio de tijolos simples; a fachada de pedra foi adicionada mais tarde para harmonizar o edifício com a entrada do Fort Tryon Park. A estação foi listada no Registro Nacional de Lugares Históricos em 2005. A estação da 190th Street, juntamente com a estação da 191st Street, tem a distinção de ser uma das mais profundas em todo o sistema de metrô por distância ao nível do solo. nível. Portanto, as estações da 181st Street e 190th Street fornecem conexões de elevador entre Hudson Heights, no topo da cordilheira, e o vale da Broadway de Washington Heights na parte baixa.

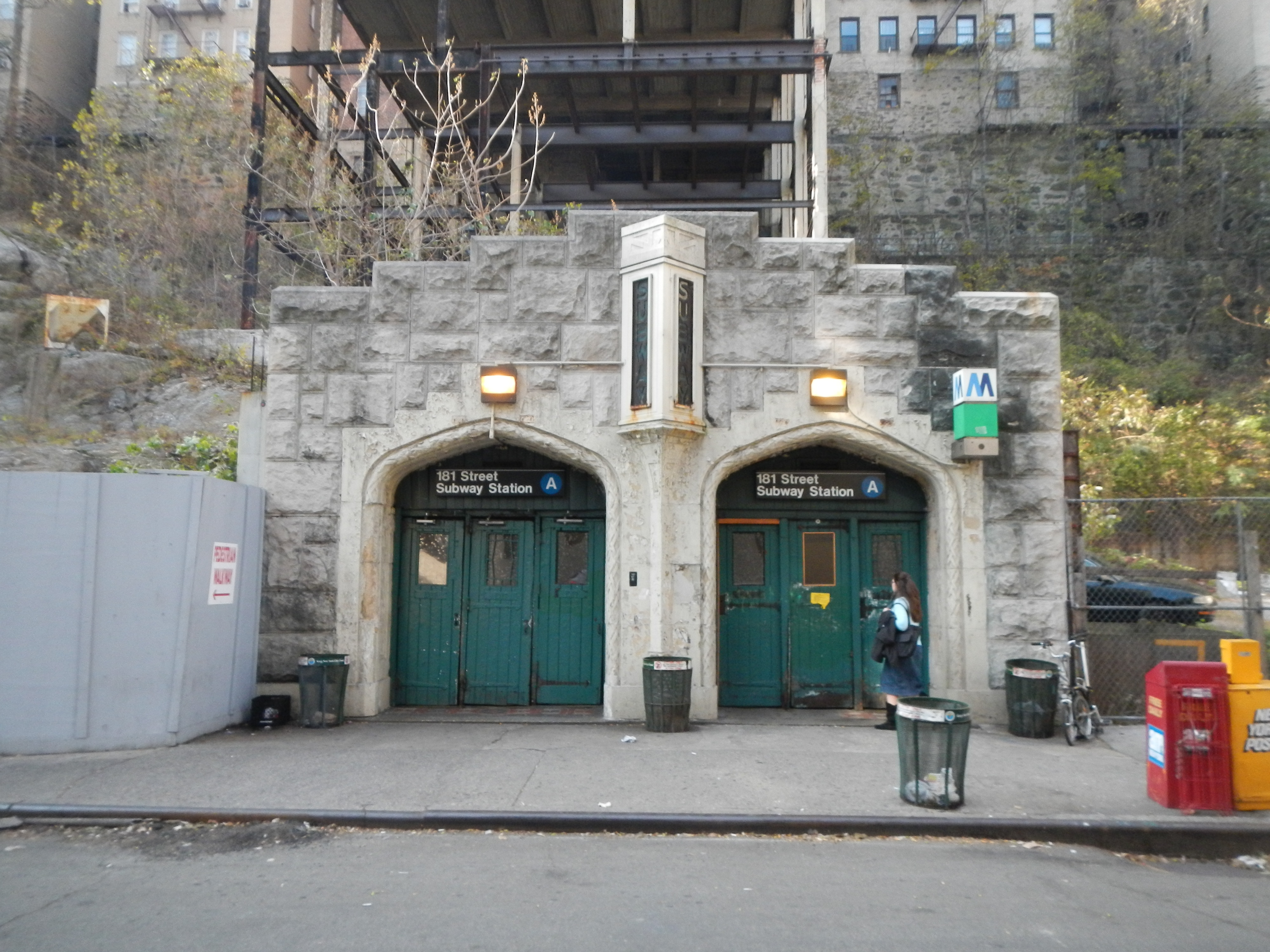
Estação da rua 181
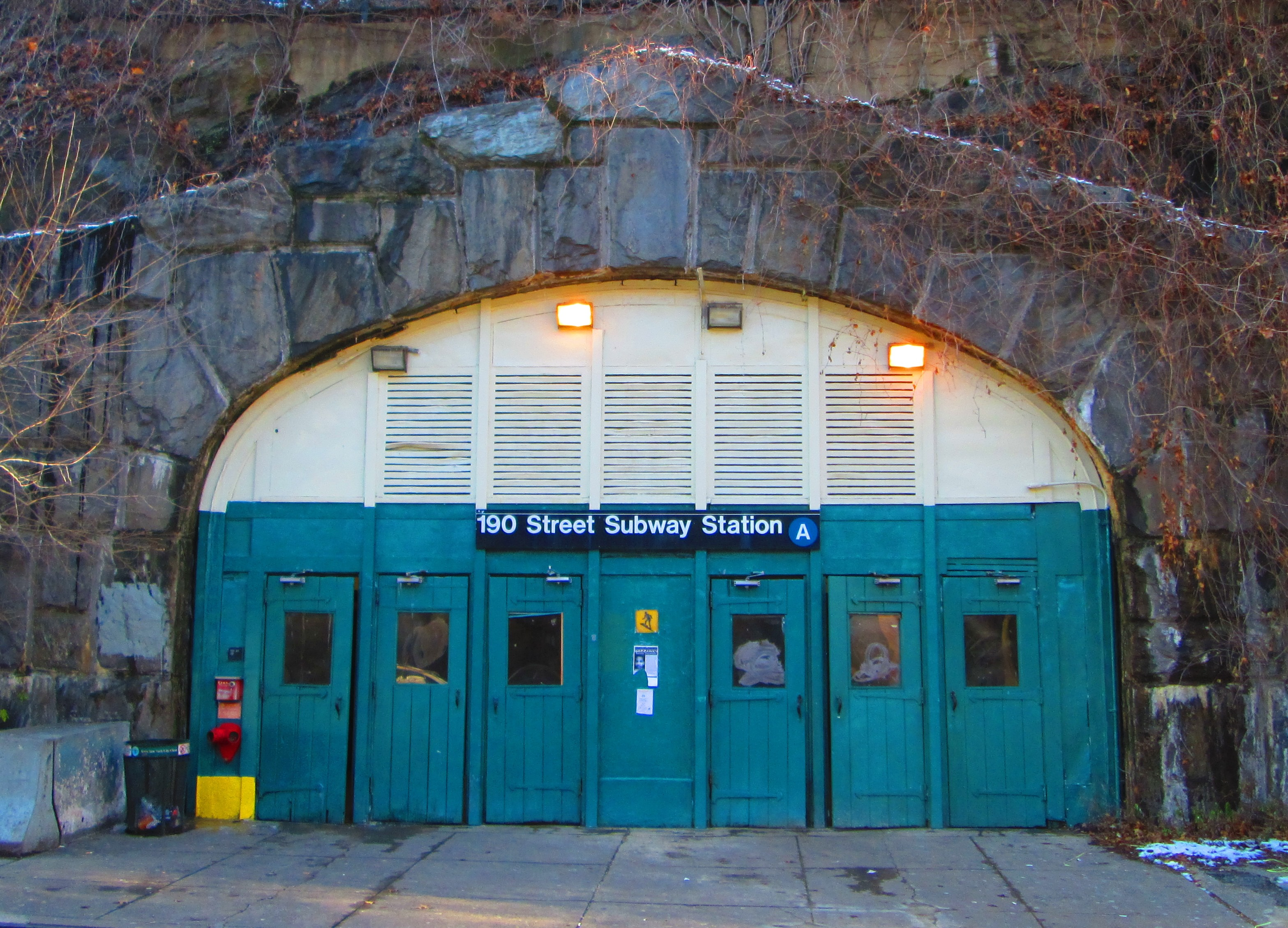
Estação da rua 190
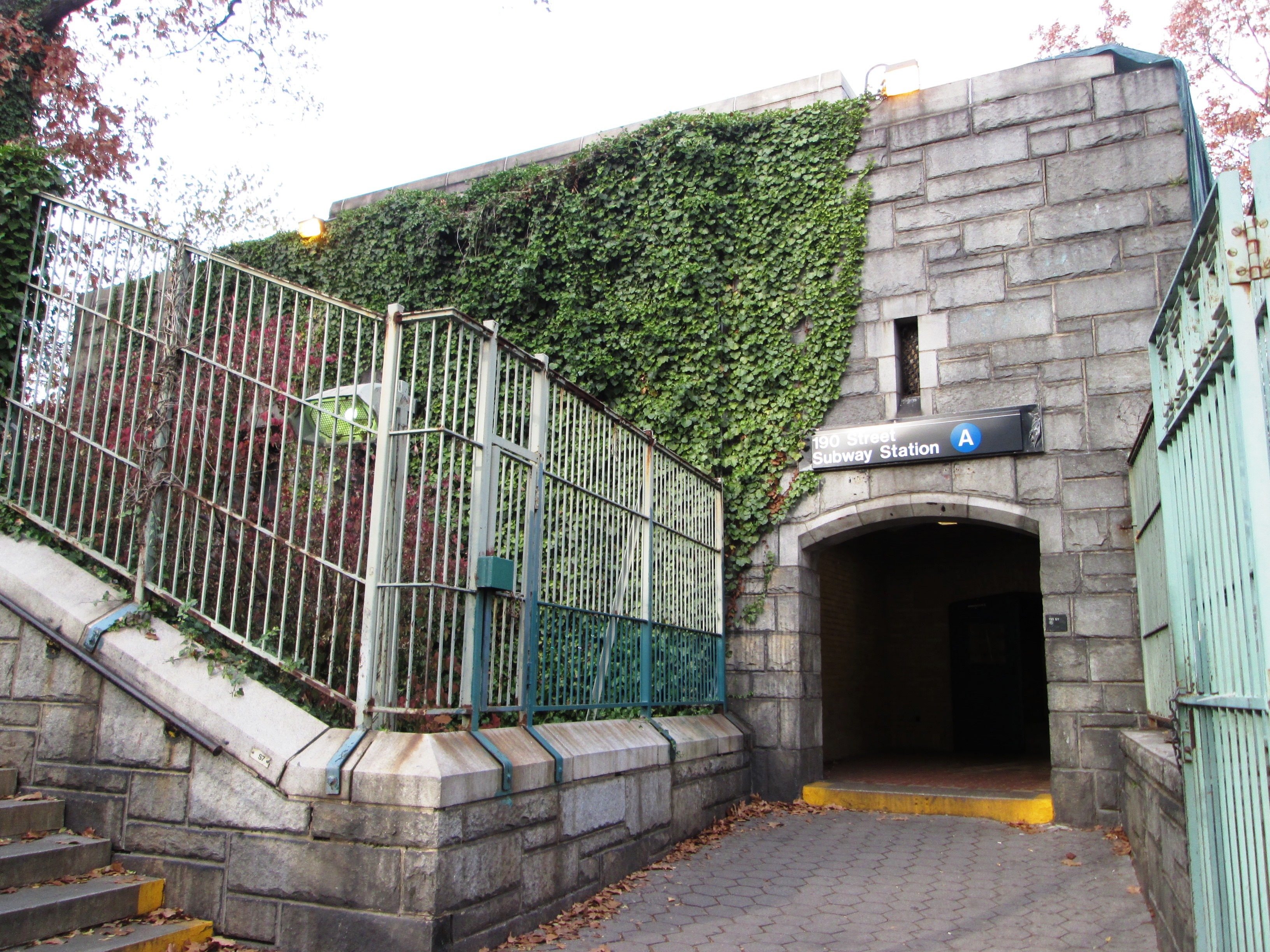
Estação Fort Washington
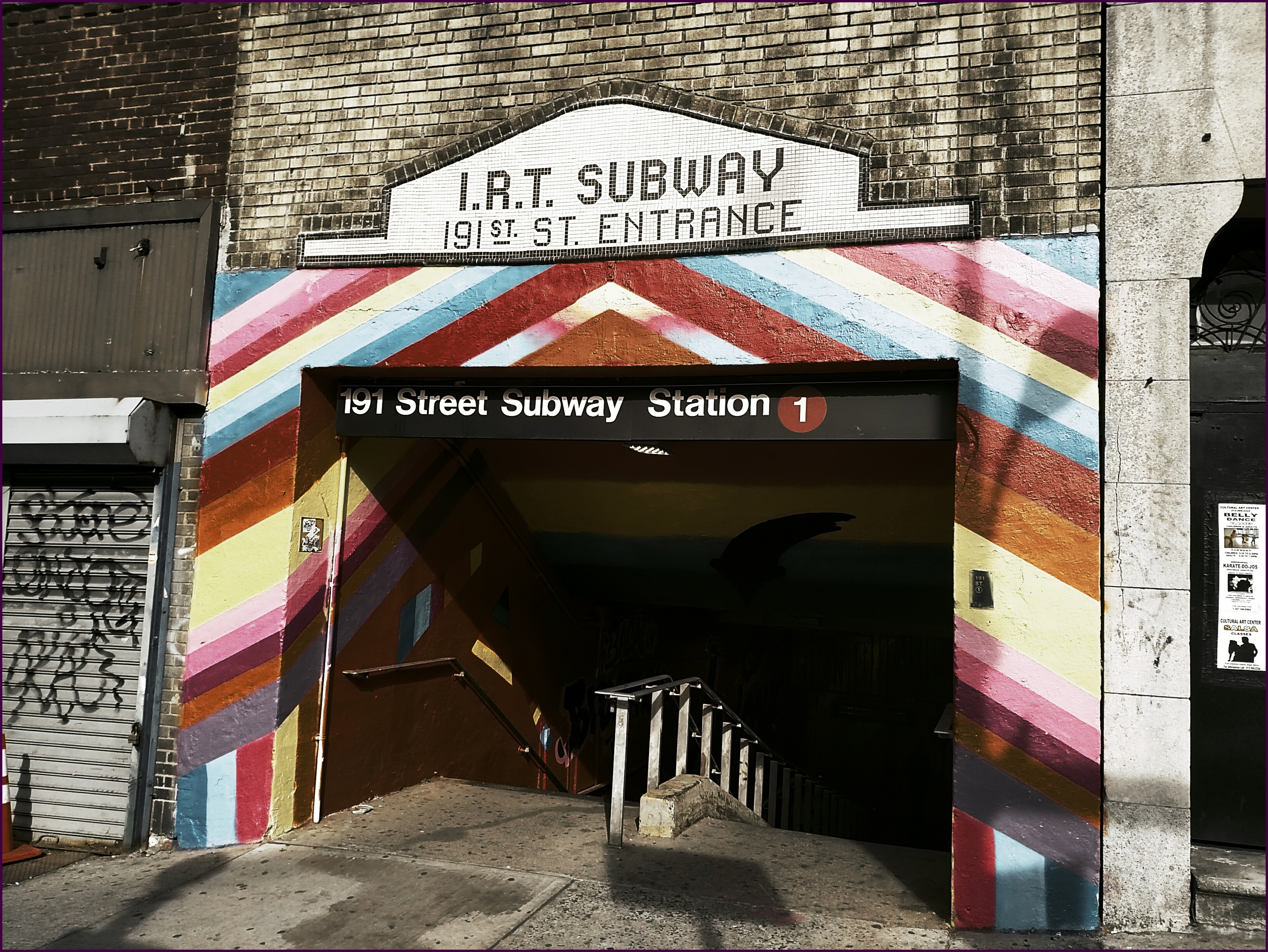
Estação da rua 191
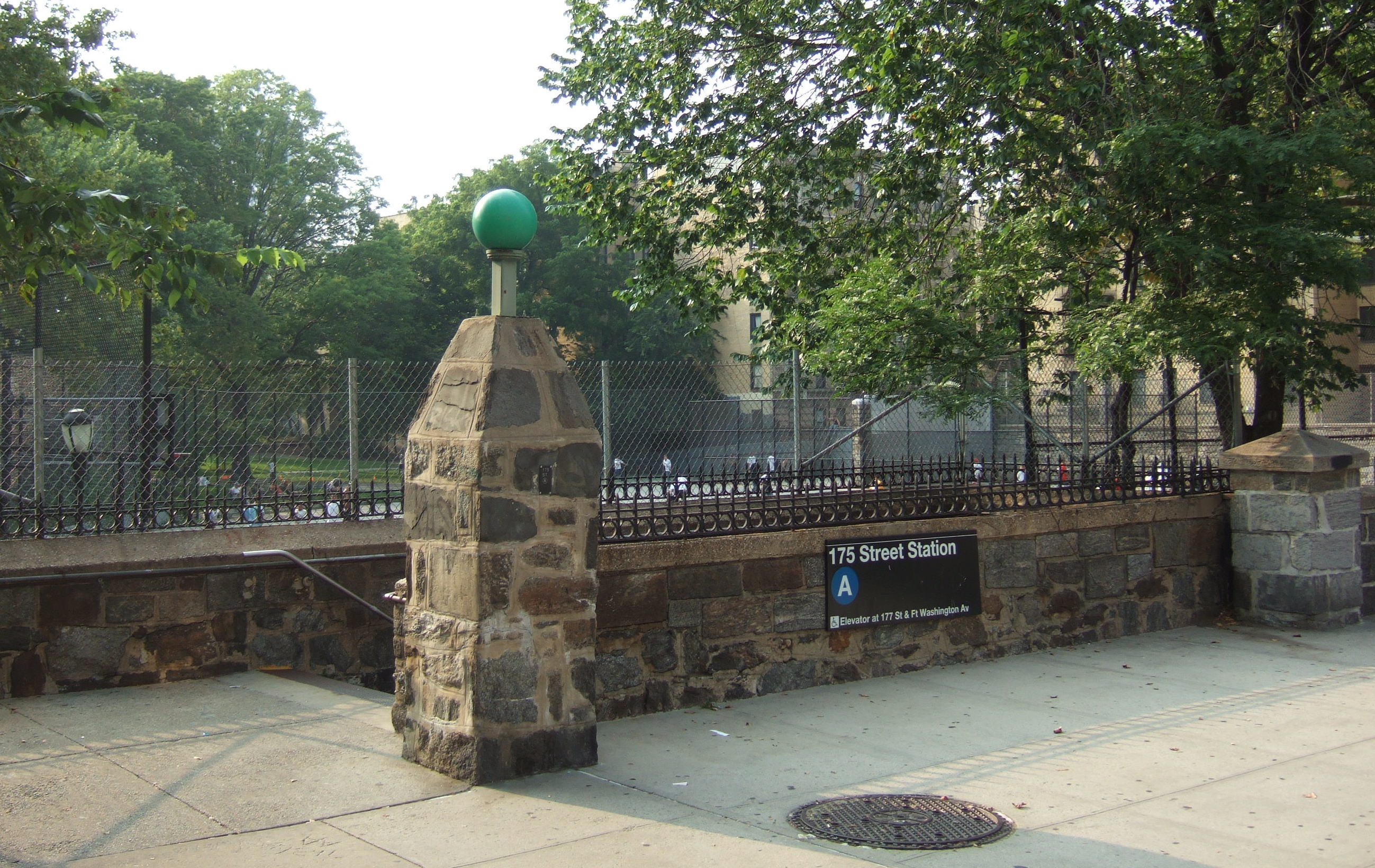
Estação da rua 175

## Comunidade

### Cultura
O Art Stroll é um festival anual de artes que destaca artistas locais. Os locais públicos em Washington Heights, Inwood e Marble Hill abrigam galerias improvisadas, leituras, performances e mercados durante várias semanas a cada verão.
O Bennett Park é a localização do ponto natural mais alto de Manhattan, bem como uma comemoração no lado oeste do parque das muralhas de Fort Washington, que são marcados no chão por pedras com uma inscrição que diz: "Fort Washington construído e defendido pelo exército americano em 1776". A terra para o parque foi doada por James Gordon Bennett, Jr., que era editor do New York Herald. Seu pai, James Gordon Bennett, Sr., comprou a terra e foi anteriormente o editor do Herald. Bennett Park hospeda um festival anual da colheita em setembro e um desfile de Halloween para crianças.
Muitas pequenas lojas estão localizadas na W 181st Street, no extremo sul do bairro, e ao longo da Broadway. No meio do bairro, há uma pequena área comercial na W 187th Street, entre a Cabrini Boulevard e a Avenida Fort Washington. Notícias de Upper Manhattan são publicadas semanalmente no The Manhattan Times, um jornal bilíngue. Seu guia anual de restaurantes destaca a cena do restaurante da região. Eventos também estão listados no calendário Washington Heights e Inwood Online.

### Variação étnica
Hoje, a maioria da população do bairro é de origem ou descendência dominicana, e língua espanhola é freqüentemente ouvida nas ruas. Washington Heights tem sido a base mais importante para a realização dominicana em arenas políticas, sem fins lucrativos, culturais e atléticas nos Estados Unidos desde a década de 1960. A maioria das empresas do bairro é de propriedade local. Muitos imigrantes dominicanos que chegam vivem com membros de sua família. O bispo Gerard Walsh, ex-pastor de longa data da Igreja Católica Romana de St. Elizabeth em Washington Heights, disse que muitos moradores procuram o bairro para "moradia barata", para obter empregos "no centro", para receber uma "boa educação" e "esperam deixar o bairro".
Antes do acidente do Voo American Airlines 587 em 2001, de acordo com um artigo no The Guardian, o voo tinha "algo de status cult em Washington Heights". Uma mulher citada no jornal disse que "todos os dominicanos em Nova York pegaram o voo ou conhecem alguém que o fez". Depois que o acidente ocorreu, memoriais improvisados apareceram em Washington Heights. Historicamente, o lar de muitos irlandeses americanos, bem como judeus alemães, o bairro também tem uma considerável população judaica ortodoxa. Na década de 2011, a comunidade ortodoxa em Washington Heights e na vizinha Inwood cresceu mais de 140%, de cerca de 9.500 para quase 24.000, o maior crescimento de qualquer bairro identificado no Estudo da Comunidade Judaica, um aumento amplamente alimentado por um influxo de jovens judeus ortodoxos.

### Artes
O Audubon Mural Project pinta o bairro com imagens de aves retratadas por John James Audubon em seu fólio no início do século XIX, The Birds of America.
No Central Park acontece anualmente o Uptown Arts Stroll, no qual artistas de Washington Heights, Inwood e Marble Hill se apresentam em locais públicos por toda Upper Manhattan durante o verão por várias semanas. A partir de 2008, o Uptown Art Stroll passou a ser administrado pela Northern Manhattan Arts Alliance.
A Northern Manhattan Arts Alliance (NoMAA), liderada pela Diretora Executiva Sandra A. García Betancourt, foi fundada em 2007 para apoiar artistas e organizações artísticas em Washington Heights e Inwood. Sua missão declarada é cultivar, apoiar e promover o trabalho de artistas e organizações artísticas no norte de Manhattan. Em 2008, a NoMAA concedeu US$ 50.000 em subsídios para sete organizações artísticas e 33 artistas na comunidade artística de Washington Heights/Inwood. A NoMAA patrocina eventos de artes comunitárias e publica um boletim informativo por e-mail de todos os eventos de arte em Washington Heights e Inwood.

## Esportes

### Histórico

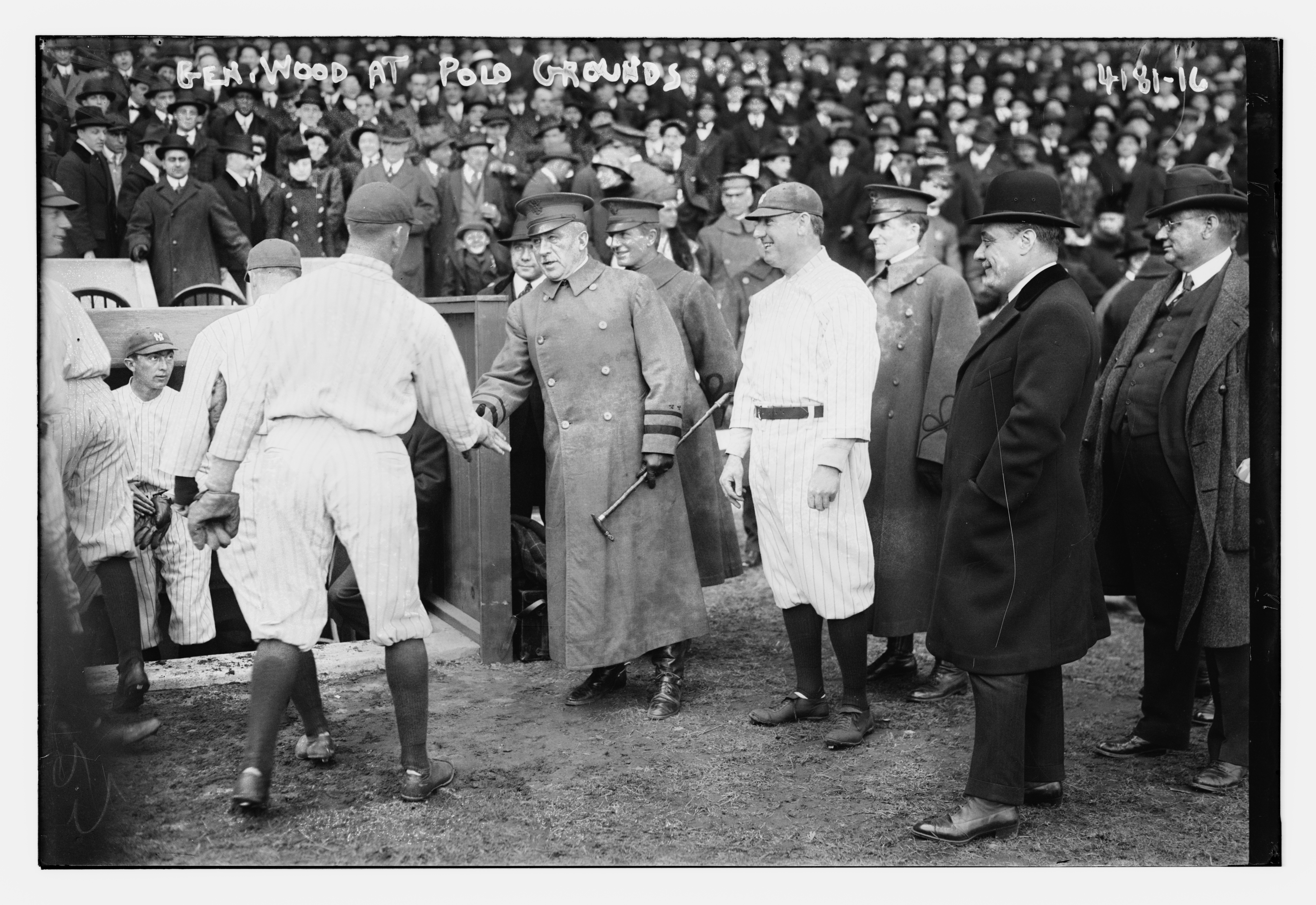
Jogadores e autoridades antes de um jogo no Polo Grounds em 1917.

Cinco times profissionais americanos jogaram na área de Washington Heights: o time de beisebol do New York Giants, do New York Mets, e do New York Yankees e os times de futebol americano do New York Giants e New York Jets. Os Giants do beisebol jogaram no Polo Grounds, que ficava na  na W 155th Street com a Oitava Avenida de 1911 a 1957, os Yankees jogaram lá de 1913 a 1922, e o New York Mets jogou suas duas primeiras temporadas (1962 e 1963) lá, assim como Giants do futebol americano (1925-1955) e New York Jets (1960-1963). Os Mets e Jets começaram a jogar no Polo Grounds enquanto sua futura casa, Shea Stadium, no Queens estava em construção.
Antes dos Yankees jogarem no Polo Grounds, eles atuaram no Hilltop Park, que ficava na Broadway entre as ruas 165 e 168 de 1903 a 1912; Na época, eles eram conhecidos como os New York Highlanders. Uma das mais incríveis apresentações de arremessadores de todos os tempos aconteceu no Hilltop Park; em 4 de setembro de 1908, Walter Johnson, de 20 anos, alcançou um Shutout três vezes em uma série de três jogos atuando pelo Washington Senators contra o Highlanders. O local é agora o Centro Médico da Universidade de Columbia, um grande complexo hospitalar, que abriu ali em 1928.
Washington Heights foi o local de nascimento do ex-astro Yankee Alex Rodriguez. O jogador Manny Ramírez cresceu no bairro, mudando-se da República Dominicana para lá quando tinha 13 anos de idade e frequentava a George Washington High School. Rod Carew, um campeão perene de rebatedores na década de 1970, também cresceu em Washington Heights, tendo emigrado com sua família do Panamá com a idade de 14 anos. Lou Gehrig, do New York Yankees, cresceu no bairro e frequentou a escola primária da Avenida Wadsworth, ele viveu em Washington Heights durante a maior parte de sua vida.

### Moderno

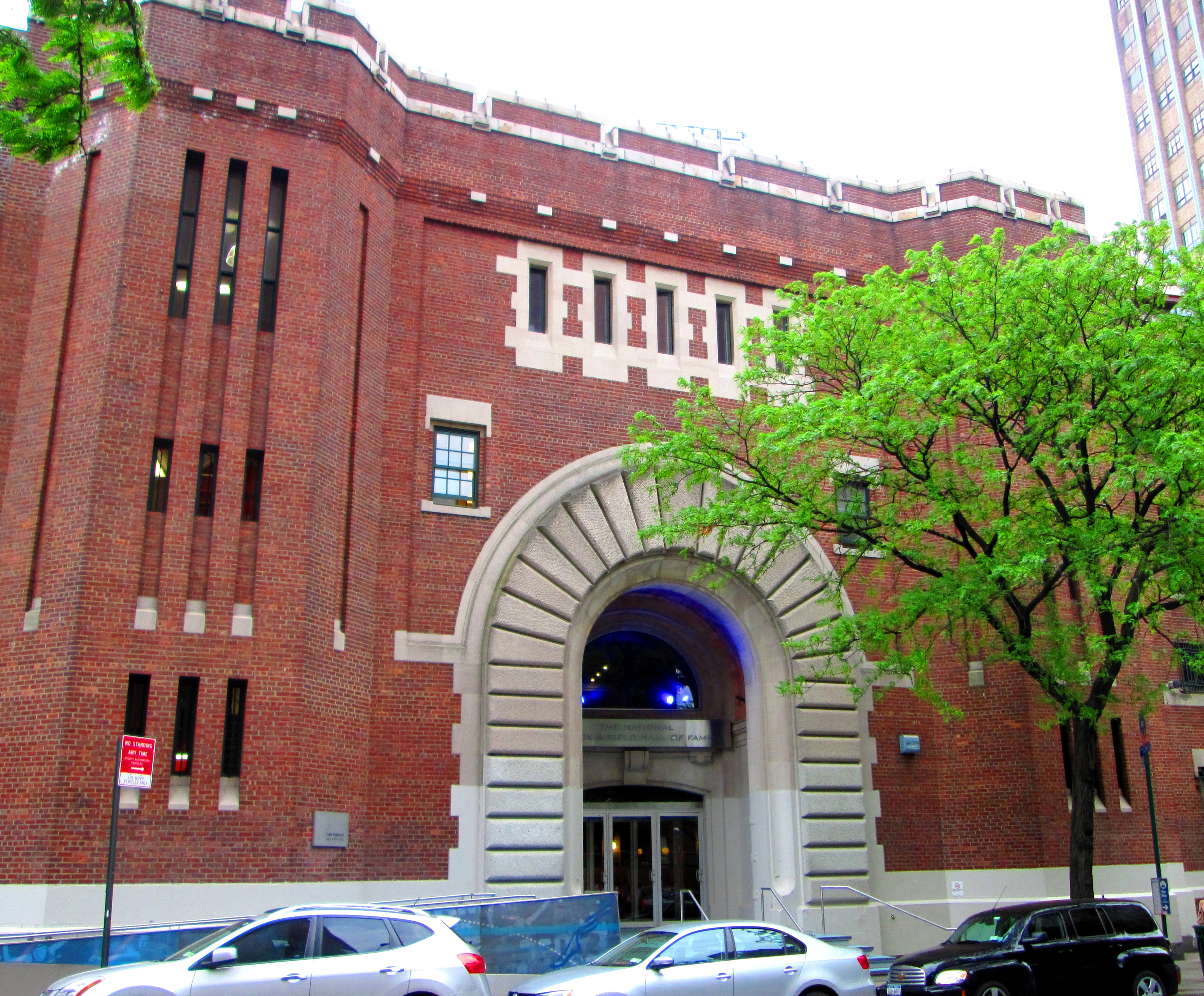
Fachada do Fort Washington Armory

O New Balance Track and Field Center, localizado na Avenida Fort Washington, mantém uma pista de nível olímpico que é uma das mais rápidas do mundo. A partir de janeiro de 2012, os Jogos Millrose foram realizados lá, depois de quase um século no Madison Square Garden. Outras atividades se encontram no Armory também. Escolas secundárias e faculdades reúnem-se regularmente no auditório de 2.300 lugares do Armory, que é aberto ao público para treinamento. Também no Armory encontra-se o National Track and Field Hall of Fame, juntamente com o Centro de Tecnologia e Aprendizagem Charles B. Rangel para crianças e estudantes do ensino fundamental e médio; a instalação é operada pela Armory Foundation, criada em 1993. O Armory é o ponto de partida para uma corrida anual de estrada, a Coogan's Salsa, Blues, and Shamrocks, fundada por Peter M. Walsh e que acontece em março e é sancionada pela New York Road Runners.
As corridas de mountain bike acontecem no Highbridge Park, na primavera e no verão patrocinadas pela Associação de Mountain Bike de Nova York, as corridas são realizadas em quintas-feiras alternadas e estão abertas a competidores profissionais e amadores. A participação nessas corridas é gratuita, mas o All-City Cross Country Classic exige uma taxa de inscrição, pois um prêmio em dinheiro é concedido.
Nadadores extremos participam do Little Red Lighthouse Swim, um mergulho de 9,41 quilômetros no rio Hudson, de Clinton Cove (Pier 96) até Jeffrey's Hook, onde fica o Farol de Jeffrey's Hook. Políticos locais, entusiastas do esporte e organizadores da comunidade organizaram os "Jogos Uptown" para crianças no Fort Washington. O evento tem o objetivo de "ensinar às crianças desde cedo que é um prazer ser fisicamente ativo", de acordo com um dos organizadores de 2012, Cliff Sperber, da New York Road Runners Association.